# Bruno Loosen
Bruno Loosen (* 22. September 1922 in Koblenz; † 28. August 2016 in Konz) war ein deutscher Generalleutnant der Luftwaffe der Bundeswehr. Von 1976 bis 1981 war er Kommandierender General des Luftflottenkommandos.

## Militärische Laufbahn
Loosen, Sohn eines Volksschullehrers und Hauptmanns der Reserve, trat 1940 in die Wehrmacht ein und diente in der Luftwaffe  als Leutnant in der Aufklärungsgruppe 22. Am 16. Mai 1943 befand er sich mit seiner Messerschmitt Me 410A-1 (Geschwaderkennung F6+YK) nahe der italienischen Insel Pantelleria als er von einem Flugzeugabwehrgeschütz abgeschossen wurde und in britische Kriegsgefangenschaft kam.
Von 1946 bis 1948 war er Kaufmann und Winzer bei der Firma Julius Castor in Oberwesel und von 1948 bis 1956 Angestellter und Geschäftsführer bei der Firma Hans Rütz Weinbau und Weinhandel in Konz.
Am 1. Februar 1956 trat Loosen als Oberleutnant in die Bundeswehr ein und erhielt eine fliegerische Auffrischungsausbildung sowie die Ausbildung zum Strahlflugzeugführer. Er war Fluglehrer an der Flugzeugführerschule A in Landsberg und ab November 1959 Einsatzstabsoffizier im Aufklärungsgeschwaders 51 „Immelmann“ in Ingolstadt. Von 1962 bis 1969 war Loosen Kommodore des Aufklärungsgeschwaders 51 „Immelmann“ auf dem Flugplatz Bremgarten. Von 1969 bis 1974 war er General Flugsicherheit der Bundeswehr im Luftwaffenamt in Köln und wurde auf diesem Dienstposten zum Brigadegeneral befördert.
Zum Generalmajor befördert war Loosen vom 1. April 1974 bis zum Dezember 1976 Kommandeur der 3. Luftwaffendivision in Kalkar, wurde zum Generalleutnant befördert und übernahm von Dezember 1976 bis zum 31. März 1981 den Posten als Kommandierender General der Luftflotte. Anschließend war er von April 1981 bis September 1982 Befehlshaber der 4. Alliierten Taktischen Luftflotte in Heidelberg. Anschließend wurde er in den Ruhestand versetzt.
Loosen war katholisch, verheiratet und hatte drei Kinder.

## Auszeichnungen
- Eisernes Kreuz I. Klasse (1943)
- Verdienstkreuz 1. Klasse des Verdienstordens der Bundesrepublik Deutschland (1980)